# Cerro del Azufre
El Cerro del Azufre es un estratovolcán situado en la provincia de El Loa, en la II Región de Antofagasta, Chile. Forma parte de una cadena de volcanes que separan la cuenca superior del río Loa de la cuenca del salar de Ascotán y está flanqueado al oeste por un domo de lava dacítico llamado cerro Chanka o Pabellón.